# Parlaspis papillosa
Parlaspis papillosa är en insektsart som först beskrevs av Green 1919.  Parlaspis papillosa ingår i släktet Parlaspis och familjen pansarsköldlöss. Inga underarter finns listade i Catalogue of Life.